# David Ulm
David Ulm (* 30. Juni 1984 in Wissembourg) ist ein ehemaliger französischer Fußballspieler. Er spielte in seiner Laufbahn für verschiedene Mannschaften in Frankreich und Deutschland zwischen der zweiten und der fünften Liga. Während seiner Spielerkarriere stieg er mit drei verschiedenen Vereinen in die 2. Bundesliga auf.

## Karriere als Spieler

### Anfänge im Elsass
Der aus Wissembourg im Elsass stammende Ulm hatte mit dem Fußballspielen in Seebach begonnen, ehe er in die Jugend des FCSR Haguenau wechselte. 1998 wechselte er in die Fußballschule des Erstligisten Racing Straßburg. Dort durchlief er die Jugendmannschaften und stand unter anderem 2003 mit der A-Jugend des Vereins im Finale der Coupe Gambardella, des Junioren-Landespokals. In der Saison 2000/01 kam er erstmals in der zweiten Mannschaft von RCS zum Einsatz und wurde in der Spielzeit 2003/04 zum Stammspieler. 2005 wechselte er innerhalb des CFA, der vierthöchsten französischen Spielklasse, zum FC Mulhouse, für den er sieben Saisontreffer erzielte.

### Karriere in Deutschland

#### Sportfreunde Siegen und FSV Frankfurt
Danach wechselte er nach Deutschland zum Regionalligisten Sportfreunde Siegen. Dort kam er in seiner ersten Saison einmal in der dritthöchsten Liga zum Einsatz und spielte ansonsten für die zweite Mannschaft in der Verbandsliga. Als sich in der Saison 2007/08 derselbe Verlauf abzeichnete, löste er seinen Vertrag auf und wechselte zum Ligakonkurrenten FSV Frankfurt. Vom 1. März 2008 an kam er in allen 15 verbleibenden Saisonspielen zum Einsatz und erzielte in seinen ersten fünf Partien drei Tore. Am Ende der Saison stiegen die Frankfurter als Tabellenerster in die 2. Bundesliga auf, womit Ulm erstmals in seiner Karriere auch als Profi spielte. Sein Vertrag, der ursprünglich nur bis Saisonende abgeschlossen worden war, wurde um ein Jahr bis 2009 verlängert. Er gab sein Zweitligadebüt am ersten Spieltag der Saison 2008/09 am 17. August 2008 bei der 1:2-Niederlage gegen Rot Weiss Ahlen. In der Saison 2008/09 war er Ergänzungsspieler und absolvierte 16 Spiele.

#### Kickers Offenbach und SV Sandhausen
Zur Spielzeit 2009/10 wechselte er zu Kickers Offenbach in die 3. Liga. Für die Kickers absolvierte er in der Saison, nach der der Verein den siebten Tabellenplatz belegte, 32 Spiele, in denen er achtmal traf. Jedoch absolvierte er nur elf Spiele über 90 Minuten. Ab der Saison 2010/11 spielte Ulm für den SV Sandhausen. Sein Debüt gab er am 24. Juli 2010 beim 4:1-Sieg gegen Wacker Burghausen in der Anfangself. Im Saisonverlauf wurde er beim SV Sandhausen Stammspieler. Im Jahr darauf wechselte er von der Sturmspitze ins offensive Mittelfeld und erzielte zehn Saisontreffer. Damit war er zweitbester Torschütze der Sandhäuser; die Mannschaft stieg als Drittligameister in die 2. Bundesliga auf. Sein Vertrag in Sandhausen endete am 30. Juni 2014.

#### Arminia Bielefeld
Danach arbeitete Ulm in Heidelberg täglich mit einem Fitnesstrainer und trainierte regelmäßig als Gast beim SV Waldhof Mannheim. Im September 2014 erhielt er beim damaligen Drittligisten Arminia Bielefeld einen Zweijahresvertrag. Mit der Arminia erreichte er das DFB-Pokal-Halbfinale 2014/15; in der Liga spielte er 31-mal, erzielte sieben Tore und stieg mit der Mannschaft in die 2. Bundesliga auf. Nach vier verwandelten Strafstößen in der Saison 2014/15 verwandelte Ulm auch in der Saison 2015/16 drei Elfmeter für die Arminia. Am 20. Mai 2016 verlängerte er seine Vertragslaufzeit bis 2017. In der Saison 2016/17 spielte er in zwölf Punktspielen und erzielte ein Tor. Seine Vertragslaufzeit verlängerte sich um ein Jahr, da er eine gewisse Zahl an Pflichtspielen erreicht hatte. Dennoch plante der Verein nicht mehr mit Ulm, sodass er bis zu seinem Vertragsende 2018 in der U23 in der fünftklassigen Oberliga Westfalen eingesetzt wurde. Da sein Vertrag nicht verlängert wurde, war seine Zeit auf der Alm im Sommer 2018 vorbei. Ulm beendete daraufhin seine aktive Karriere. Er ist für die Traditionsmannschaft der Arminia aktiv.

## Erfolge
Vereinserfolge
- Aufstieg in die 2. Bundesliga 2008 mit dem FSV Frankfurt
- Aufstieg in die 2. Bundesliga 2012 mit dem SV Sandhausen
- Aufstieg in die 2. Bundesliga 2015 mit Arminia Bielefeld
- Halbfinale des DFB-Pokals 2015 mit Arminia Bielefeld

## Privatleben
Ulm ist verheiratet und Vater zweier Kinder. Er absolviert seit Ende seiner aktiven Karriere ein Masterstudium im Bereich Marketing und Sportmanagement.